# Тулу (письмо)
Тулу — оригинальная письменность для дравидийского языка тулу. Произошла от письма грантха, наиболее сходна с письменностью малаялам, также произошедшей от грантха. Использовалась тулуязычными брахманами для записи ведических текстов и перевода работ с санскрита на язык тулу. Древнейший пример литературы с использованием алфавита тулу — перевод Махабхараты. Сегодня письмо тулу не используется для записи текстов на языке, для документации используется письмо каннада.
В отличие от других южноиндийских языков, тулу не имеет огромный массив литературы. Кроме Махабхараты письменность используется для записи в произведении Деви-Махатме XV века и двух эпических поэм XVII века: Шри-Бхагавата и Кавери.
Существуют различные причины вытеснения письма тулу. Во-первых, при британском правлении тулу был языком меньшинства в президентстве Мадрас и ему не уделялось должного внимания со стороны властей. Во-вторых германские миссионеры использовали при печати письмо каннада, что привело к дальнейшему вытеснению тулу.

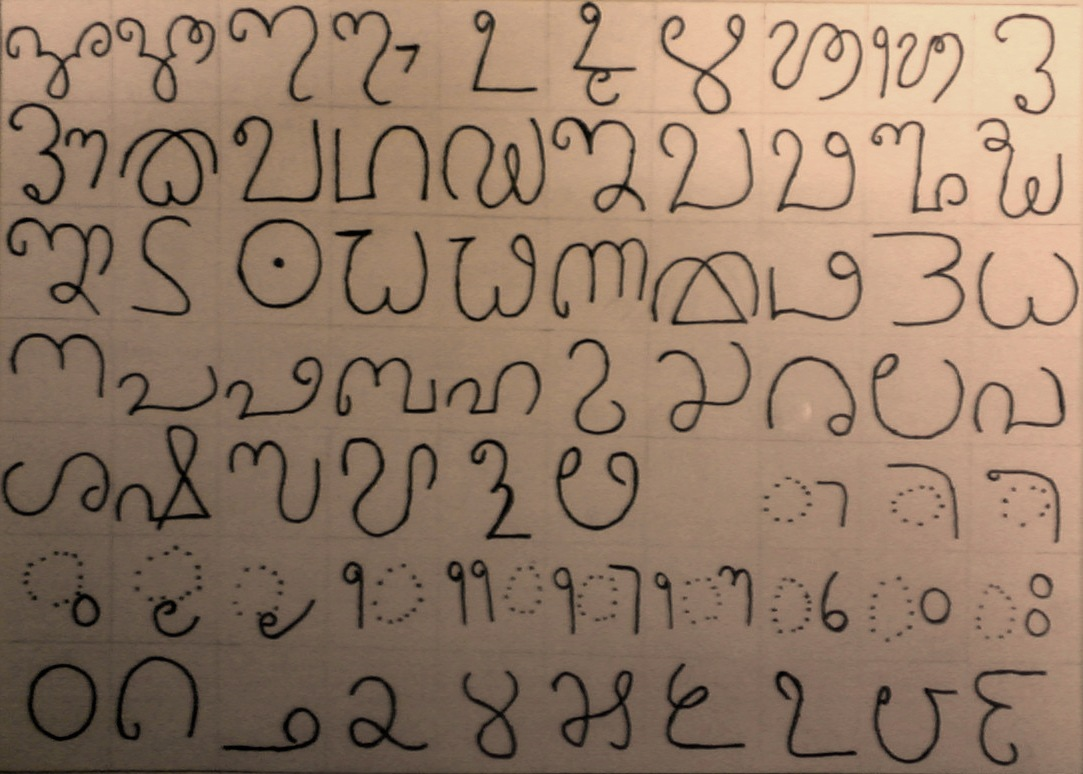
Письменность тулу

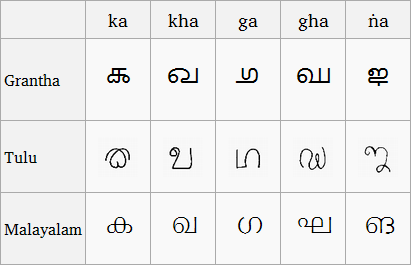
Сравнительная таблица грантхи, малаялам и тулу